# Кабриер-д’Авиньон
Кабриер-д’Авиньон (фр. Cabrières-d'Avignon) — коммуна во французском департаменте Воклюз региона Прованс — Альпы — Лазурный Берег. Относится к кантону Л’Иль-сюр-ла-Сорг. 

## Географическое положение
Кабриер-д’Авиньон расположен в 28 км к востоку от Авиньона. Соседние коммуны: Горд на северо-востоке, Сен-Панталеон, Гульт и Бометт на юго-востоке, Кустелле на юге, Лань на западе, Фонтен-де-Воклюз на северо-западе.

## Демография
Население коммуны на 2010 год составляло 1810 человек.
| 1962 | 1968 | 1975 | 1982 | 1990 | 1999 | 2010 |
| ---- | ---- | ---- | ---- | ---- | ---- | ---- |
| 671  | 709  | 780  | 1004 | 1142 | 1428 | 1810 |

## Достопримечательности
- Церковь Сен-Венсан, романского происхождения.
- Замок XIII века, переделан в конце XVI века.
- Кедровый лес у подножия гор Воклюза к северу от коммуны, занимает 5 га.
- Часовня Сент-Эзеб на юге коммуны.
- Мемориальная колонна в память о 1545 годе.
- Оратория Богородицы, 1968 год.
- Остатки чумной стены 1721 года на севере коммуны.
- Музей лаванды в Кустелле.